# اتوره مینی
اتوره مینی (ایتالیایی: Ettore Meini; ۵ ژانویهٔ ۱۹۰۳ – ۲۹ اوت ۱۹۶۱) دوچرخه‌سوار اهل ایتالیا بود.